# Amplepuis
Amplepuis este o comună în departamentul Rhône din sud-estul Franței. În 2009 avea o populație de 5.199 de locuitori.

## Evoluția populației
| An        | 1975  | 1982  | 1990  | 1999  | 2006  | 2009  |
| --------- | ----- | ----- | ----- | ----- | ----- | ----- |
| Populație | 5.340 | 5.055 | 4.839 | 4.948 | 5.055 | 5.199 |